# Hemimacronyx sharpei
Hemimacronyx sharpei là một loài chim trong họ Motacillidae.